# Le Fleix
Le Fleix è un comune francese di 1 544 abitanti situato nel dipartimento della Dordogna nella regione della Nuova Aquitania.

## Società

### Evoluzione demografica
Abitanti censiti